# Olavi Hjellman
Olavi Ilmari Hjellman, född 22 februari 1945 i Kimito, är en tidigare finsk hastighetsåkare på skridskor.
Hjellman representerade Finland i Olympiska vinterspelen 1968 i Grenoble. Där blev han 21:a på distansen 1 500 meter och på 40 på distansen 500 meter. Han deltog i VM-tävlingar och EM-tävlingar 1965 och 1969.
Hjellman tävlade för Dalsbruks idrottsförening Jäntevä. Han vann Finlands mästerskap i sprint år 1975. Han vann AIF:s mästerskap sju gånger under tiden 1966–1976. Hjellmans tränare var Juhani Järvinen.

## Karriären

### Början av 1960-talet
Olavi Hjellman fick sin inspiration i skridskoåkning redan som 5-6-åring, när han såg hur andra åkte skridsko på Dalsbruks träsk. Hjellmans första åk med hastighetsskridskor var på träsket, men på naturisen uppstod det ofta sprickor. När Wärtsilä, som då ägde nästan allt i byn insåg detta, började de satsa på att skapa is på idrottsplanen, som senare kunde användas till både vanlig skridskoåkning och bandy. Flera Dalsbruksbor började med hastighetsåkning på skridsko, men Hjellman klarade sig absolut bäst. Han tog andraplatsen i FM år 1965, och på basis av det blev han uttagen till EM i Göteborg och VM i Oslo.

### Slutet av 1960-talet och Olympiska vinterspelen 1968
Ungefär på samma vis blev Olavi Hjellman också uttagen till Olympiska vinterspelen 1968 som arrangerades i franska Grenoble. Han blev uttagen i samband med FM i skridskoåkning några veckor tidigare. Hjellman blev uttagen till både 500 och 1500 meter. Han ville egentligen skrinna 1500 och 5000 meter, men finländarna var så många att sträckorna delades mellan dem. Hastighetsåkning på skridskor avgjordes då på utebana, så det var litet annorlunda än det görs idag.

## Personliga rekord
- 500 meter 40,67
- 1 000 meter 1.24,12
- 1 500 meter 2.07,3
- 3 000 meter 4.30,3
- 5 000 meter 7.47,1
- 10 000 meter 16.25,7